# Engin İpekoğlu
Engin İpekoğlu (ur. 7 czerwca 1961 w Izmirze) – turecki piłkarz grający na pozycji bramkarza. W swojej karierze rozegrał 32 mecze w reprezentacji Turcji.

## Kariera klubowa
Karierę piłkarską Engin İpekoğlu rozpoczął w klubie Sakaryaspor. W 1982 roku awansował do kadry pierwszego zespołu i w sezonie 1982/1983 zadebiutował w nim w tureckiej ekstraklasie. W 1986 roku spadł z Sakaryasporem do 1. Lig, ale rok później wrócił z nim do ekstraklasy. W 1988 roku zdobył Puchar Turcji.
W 1989 roku Engin İpekoğlu przeszedł do Beşiktaşu JK ze Stambułu. Występował w nim przez dwa sezony i był pierwszym bramkarzem. Zarówno w 1990, jak i 1991 roku, wywalczył z tym klubem tytuły mistrza Turcji. W 1990 roku zdobył też Superpuchar Turcji.
Latem 1991 roku Engin İpekoğlu przeszedł do innego klubu ze Stambułu, Fenerbahçe SK. Swój debiut w nim zanotował 1 września 1991 w przegranym 1:2 domowym spotkaniu z Aydinsporem. W Fenerbahçe występował do końca sezonu 1995/1996. Podczas pobytu w tym klubie wywalczył mistrzostwo kraju w 1996 roku i dwa wicemistrzostwa w 1992 i 1994 roku.
W 1996 roku Engin İpekoğlu odszedł z Fenerbahçe do klubu Çanakkale Dardanelspor, w którym zadebiutował 10 sierpnia 1996 w meczu z Gençlerbirliği (1:1). W Dardanelsporze grał przez 3 lata. W 1999 roku spadł z nim do 1. Lig.
Latem 1999 Engin İpekoğlu wrócił do Fenerbahçe. Występował w nim przez jeden sezon. W 2000 roku zakończył karierę piłkarską.
| Sezon   | Klub                   | Kraj   | Rozgrywki | Mecze | Bramki |
| ------- | ---------------------- | ------ | --------- | ----- | ------ |
| 1982/83 | Sakaryaspor            | Turcja | Süper Lig | ?     | 0      |
| 1983/84 | Sakaryaspor            | Turcja | Süper Lig | ?     | 0      |
| 1984/85 | Sakaryaspor            | Turcja | Süper Lig | ?     | 0      |
| 1985/86 | Sakaryaspor            | Turcja | Süper Lig | ?     | 0      |
| 1986/87 | Sakaryaspor            | Turcja | 1. Lig    | ?     | 0      |
| 1987/88 | Sakaryaspor            | Turcja | Süper Lig | ?     | 0      |
| 1988/89 | Sakaryaspor            | Turcja | Süper Lig | ?     | 0      |
| 1989/90 | Beşiktaş JK            | Turcja | Süper Lig | 34    | 0      |
| 1990/91 | Beşiktaş JK            | Turcja | Süper Lig | 29    | 0      |
| 1991/92 | Fenerbahçe SK          | Turcja | Süper Lig | 28    | 0      |
| 1992/93 | Fenerbahçe SK          | Turcja | Süper Lig | 22    | 0      |
| 1993/94 | Fenerbahçe SK          | Turcja | Süper Lig | 30    | 0      |
| 1994/95 | Fenerbahçe SK          | Turcja | Süper Lig | 25    | 0      |
| 1995/96 | Fenerbahçe SK          | Turcja | Süper Lig | 6     | 0      |
| 1996/97 | Çanakkale Dardanelspor | Turcja | Süper Lig | 31    | 0      |
| 1997/98 | Çanakkale Dardanelspor | Turcja | Süper Lig | 33    | 0      |
| 1998/99 | Çanakkale Dardanelspor | Turcja | Süper Lig | 33    | 0      |
| 1999/00 | Fenerbahçe SK          | Turcja | Süper Lig | 7     | 0      |

## Kariera reprezentacyjna
W reprezentacji Turcji Engin İpekoğlu zadebiutował 29 marca 1989 roku w wygranym 1:0 towarzyskim spotkaniu z Grecją. W swojej karierze grał w eliminacjach do MŚ 1990, Euro 92, MŚ 1994, Euro 96, MŚ 1998 i Euro 2000. Od 1989 do 1999 roku rozegrał w kadrze narodowej 32 mecze.
| Mecze i gole w reprezentacji | Mecze i gole w reprezentacji | Mecze i gole w reprezentacji                 | Mecze i gole w reprezentacji | Mecze i gole w reprezentacji | Mecze i gole w reprezentacji | Mecze i gole w reprezentacji |
| #                            | Data                         | Stadion                                      | Rywal                        | Wynik                        | Gol                          | Rozgrywki                    |
| 1989                         | 1989                         | 1989                                         | 1989                         | 1989                         | 1989                         | 1989                         |
| ---------------------------- | ---------------------------- | -------------------------------------------- | ---------------------------- | ---------------------------- | ---------------------------- | ---------------------------- |
| 1.                           | 29.03.1989                   | Ateny, Grecja                                | Grecja                       | 1:0                          | 0                            | towarzyski                   |
| 2.                           | 12.04.1989                   | Magdeburg, Niemiecka Republika Demokratyczna | NRD                          | 2:0                          | 0                            | el. MŚ 1990                  |
| 3.                           | 10.05.1989                   | Stambuł, Turcja                              | ZSRR                         | 0:1                          | 0                            | el. MŚ 1990                  |
| 4.                           | 20.09.1989                   | Reykjavík, Islandia                          | Islandia                     | 1:2                          | 0                            | el. MŚ 1990                  |
| 5.                           | 20.09.1989                   | Stambuł, Turcja                              | Austria                      | 3:0                          | 0                            | el. MŚ 1990                  |
| 6.                           | 15.11.1989                   | Symferopol, Związek Radziecki                | ZSRR                         | 0:2                          | 0                            | el. MŚ 1990                  |
| 1990                         |                              |                                              |                              |                              |                              |                              |
| 7.                           | 11.04.1990                   | Kopenhaga, Dania                             | Dania                        | 0:1                          | 0                            | towarzyski                   |
| 8.                           | 27.05.1990                   | Izmir, Turcja                                | Irlandia                     | 0:0                          | 0                            | towarzyski                   |
| 9.                           | 05.09.1990                   | Budapeszt, Węgry                             | Węgry                        | 1:4                          | 0                            | towarzyski                   |
| 10.                          | 17.10.1990                   | Dublin, Irlandia                             | Irlandia                     | 0:5                          | 0                            | el. ME 1992                  |
| 11.                          | 14.11.1990                   | Stambuł, Turcja                              | Polska                       | 0:1                          | 0                            | el. ME 1992                  |
| 1991                         |                              |                                              |                              |                              |                              |                              |
| 12.                          | 27.02.1991                   | Izmir, Turcja                                | Jugosławia                   | 1:1                          | 0                            | towarzyski                   |
| 13.                          | 27.03.1991                   | Tunis, Tunezja                               | Tunezja                      | 0:0                          | 0                            | towarzyski                   |
| 14.                          | 17.04.1991                   | Warszawa, Polska                             | Polska                       | 0:3                          | 0                            | el. ME 1992                  |
| 15.                          | 17.07.1991                   | Reykjavík, Islandia                          | Islandia                     | 1:5                          | 0                            | towarzyski                   |
| 1992                         |                              |                                              |                              |                              |                              |                              |
| 16.                          | 25.03.1992                   | Luksemburg, Luksemburg                       | Luksemburg                   | 3:2                          | 0                            | towarzyski                   |
| 1993                         |                              |                                              |                              |                              |                              |                              |
| 17.                          | 24.02.1993                   | Utrecht, Holandia                            | Holandia                     | 1:3                          | 0                            | el. MŚ 1994                  |
| 18.                          | 10.03.1993                   | Serravalle, San Marino                       | San Marino                   | 0:0                          | 0                            | el. MŚ 1994                  |
| 19.                          | 31.03.1993                   | Izmir, Turcja                                | Anglia                       | 0:2                          | 0                            | el. MŚ 1994                  |
| 20.                          | 27.10.1993                   | Stambuł, Turcja                              | Polska                       | 2:1                          | 0                            | el. MŚ 1994                  |
| 1994                         |                              |                                              |                              |                              |                              |                              |
| 21.                          | 20.04.1994                   | Bursa, Turcja                                | Rosja                        | 0:1                          | 0                            | towarzyski                   |
| 22.                          | 31.08.1994                   | Skopje, Macedonia                            | Macedonia Północna           | 2:0                          | 0                            | towarzyski                   |
| 23.                          | 07.09.1994                   | Budapeszt, Węgry                             | Węgry                        | 2:2                          | 0                            | el. ME 1996                  |
| 24.                          | 12.10.1994                   | Stambuł, Turcja                              | Islandia                     | 5:0                          | 0                            | el. ME 1996                  |
| 1995                         |                              |                                              |                              |                              |                              |                              |
| 25.                          | 15.02.1995                   | Izmir, Turcja                                | Rumunia                      | 1:1                          | 0                            | towarzyski                   |
| 26.                          | 29.03.1995                   | Stambuł, Turcja                              | Szwecja                      | 2:1                          | 0                            | el. ME 1996                  |
| 27.                          | 26.04.1995                   | Berno, Szwajcaria                            | Szwajcaria                   | 2:1                          | 0                            | el. ME 1996                  |
| 1996                         |                              |                                              |                              |                              |                              |                              |
| 28.                          | 26.03.1996                   | Ostrawa, Czechy                              | Czechy                       | 0:3                          | 0                            | towarzyski                   |
| 29.                          | 14.12.1996                   | Cardiff, Walia                               | Walia                        | 0:0                          | 0                            | el. MŚ 1998                  |
| 1997                         |                              |                                              |                              |                              |                              |                              |
| 30.                          | 12.02.1997                   | Denizli, Turcja                              | Finlandia                    | 1:1                          | 0                            | towarzyski                   |
| 1998                         |                              |                                              |                              |                              |                              |                              |
| 31.                          | 22.04.1998                   | Moskwa, Rosja                                | Rosja                        | 0:1                          | 0                            | towarzyski                   |
| 32.                          | 17.11.1999                   | Bursa, Turcja                                | Irlandia                     | 0:0                          | 0                            | el. ME 2000                  |

## Kariera trenerska
Po zakończeniu kariery piłkarskiej Engin İpekoğlu został trenerem. Prowadził takie kluby jak: Bursaspor, Karşıyaka SK, Kocaelispor i Sakaryaspor.